# Российская ассоциация научно-исследовательских институтов общественных наук
Российская ассоциация научно-исследовательских институтов общественных наук (РАНИОН) — объединение научно-исследовательских институтов РСФСР. Ассоциация существовала в разной форме с 1924 по 1930 год. В 1929—1930 годах большинство институтов РАНИОН вошли в состав Коммунистической академии.

## История
15 мая 1924 года решением Государственного ученого совета Наркомпроса при ФОН МГУ была создана Ассоциация научно-исследовательских институтов общественных наук, объединившая первоначально семь научно-исследовательские институтов социально-экономического профиля — экономики, советского права, языковедения и истории литературы, археологии и искусствознания, философии, экспериментальной психологии, сравнительной истории литературы и языков Запада и Востока. Позже в состав РАНИОН вошли институты этнических и национальных культур народов Востока, землеустройства и переселения, сельскохозяйственной экономики. Ассоциация была создана с целью поставить под контроль органов Советской власти деятельность крупнейших обществоведческих учреждений, в которых, наряду с марксистами, работали многие ученые — представители «буржуазной школы». Институты ассоциации издавали «Труды», «Ученые записки», журналы, монографии научных работников. С 1925 года в АНИОН функционировала аспирантура.
Постановлением СНК РСФСР от 24 ноября 1926 года АНИОН была выделена из 1-го МГУ и переименована в Российскую ассоциацию научно-исследовательских институтов общественных наук (РАНИОН). В ходе реорганизации и укрупнения в 1926—1927 годах в РАНИОН вошёл ещё ряд институтов гуманитарного профиля.
В задачи РАНИОН входили: организация научных исследований по общественным наукам, изучение отдельных вопросов в этой области, выдвигаемых потребностями государства, подготовка научных кадров и популяризация научных знаний по общественным наукам.
В 1929—1930 годах большинство институтов РАНИОН вошли в состав Коммунистической академии. Постановлением коллегии Наркомпроса РСФСР от 3 марта 1930 года РАНИОН была переименована в Российскую ассоциацию научно-исследовательских институтов материальной, художественной и речевой культуры (РАНИМХИРК), а затем 26 октября того же года была ликвидирована.

## Руководители
Во главе РАНИОН стоял Президиум, в который входили: М. Н. Покровский (председатель до 1927), В. П. Волгин, Н. Я. Марр, Ф. Н. Петров, И. Д. Удальцов, В. М. Фриче (председатель с 1927), Д. А. Магеровский (заместитель председателя).

## Структура
В разные годы в состав РАНИОН входили следующие научные учреждения:
- Институт истории
- Институт научной философии
- Институт советского права (см. Институт права АН СССР)
- Институт экономики
- Институт языка и истории литературы
- Институт художественной культуры
- Восточно-педагогический институт
- Институт истории искусств
- Институт музыкальной науки
- Государственная академия художественных наук
- Институт археологии и искусствознания
- Институт сравнительного изучения литературы и языков народов Запада и Востока
- Институт сельскохозяйственной экономики
- Географо-экономический институт
- Институт землеустройства и заселения
- Институт этнических и национальных культур народов Востока СССР[1]
- Институт методологии ленинизма и марксизма
- Государственная академия истории материальной культуры